# Alfred Rust
Pour les articles homonymes, voir Rust.
Alfred Rust (4 juillet 1900 Hambourg - 14 août 1983 Ahrensburg) est un préhistorien allemand. Autodidacte, il devient un pionnier de l'étude de la culture de Hambourg (culture paléolithique tardive dans la plaine du nord de l'Europe), en particulier grâce à ses fouilles en Allemagne du Nord. Sa carrière est assombrie par sa collaboration avec les milieux pseudo-scientifiques nazis.
B.E. Roveland, de l’université du Massachusetts à Amherst, mentionnant dans un de ses cours les avocational archeologists (archéologues autodidactes) qui avaient joué dans les années 1930 et suivantes un grand rôle dans la découverte archéologique du nord de l'Allemagne, cite spécialement Alfred Rust comme « le plus efficace de ces amateurs, dont le travail sur les sites maintenant classiques de Meiendorf et de Stellmoor lança l'étude sur la période Hamburgienne ».

## Jeunesse

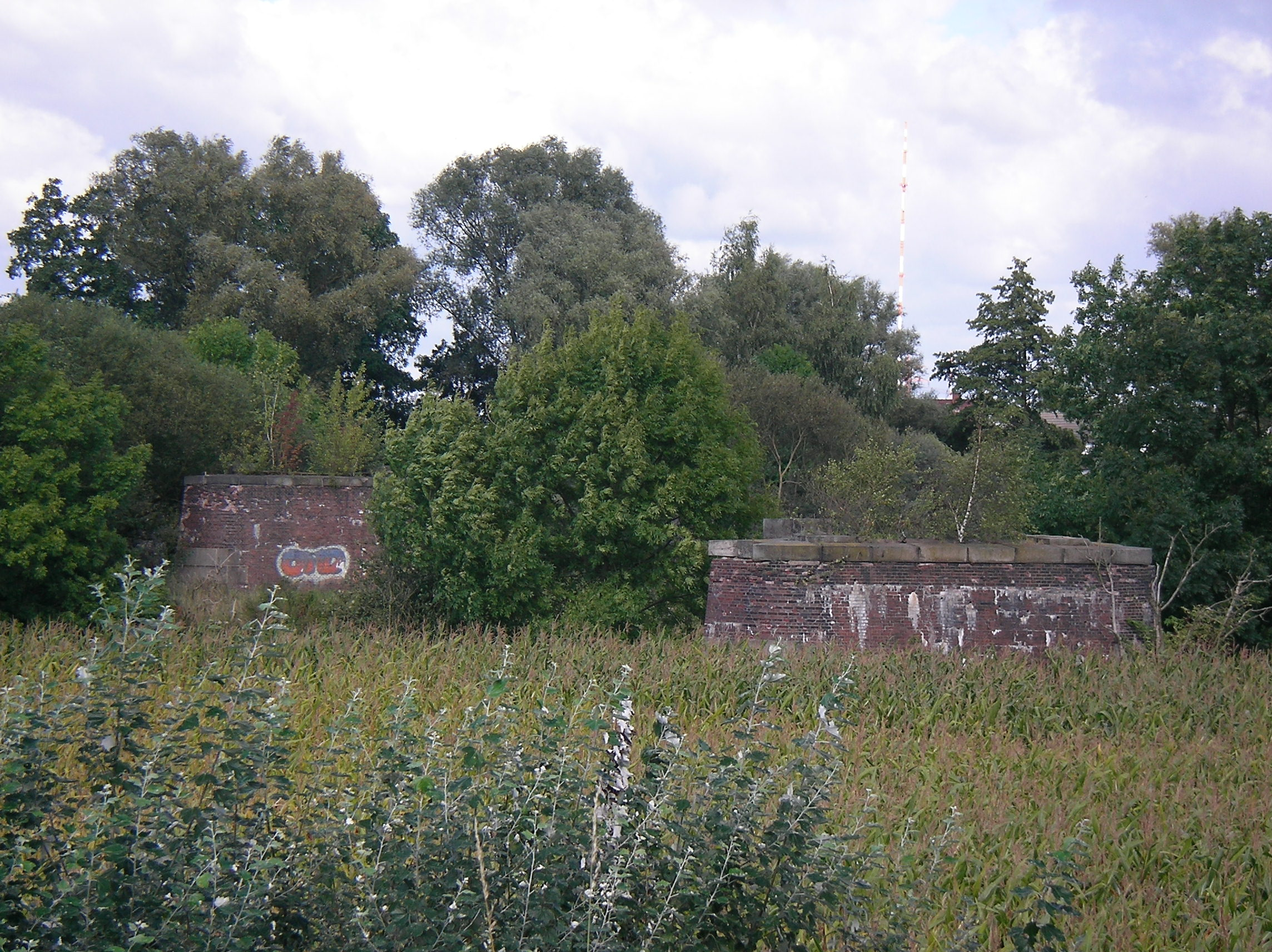
Ce paysage de marécage aux environs de Hambourg n'a guère dû changer depuis l'époque où Rust était enfant (à part le tag sur le petit pont enjambant la Dove, un bras de l’Elbe, et l'antenne en arrière-plan…).

Issu d'une famille très modeste, élevé par sa mère seule, Alfred Rust aime dans son enfance parcourir les landes et les marécages qui entourent alors la ville de Hambourg, et y observer la nature. Jeune homme, il suit une formation d'ouvrier électricien, mais il s'inscrit à des cours du soir à l'Institut d'Archéologie de Hambourg (Volkshochschule zur Archäologie) et ce jeune homme méritant et travailleur, passionné de Préhistoire, attire l'attention et la bienveillance de ses professeurs.

## Voyage auMoyen-Orient
Pour mieux comprendre l'origine de l'outillage de pierre paléolithique de l'Europe centrale (et sans doute attiré par la découverte en 1928 par Dorothy Garrod de la Civilisation natoufienne à Ouadi-en-Natouf, dans l'actuelle Cisjordanie), l'étudiant en archéologie Alfred Rust entreprend en 1930, avec un ami, un voyage à vélo au Moyen-Orient : partis de Hambourg le 1er septembre, ils traversent les Balkans, la Turquie, la Syrie, la Palestine, et parviennent finalement au prix de nombreuses aventures et souffrances jusqu'à Alexandrie en Égypte. Épuisé par une grave amibiase, Rust est hospitalisé à Nebek, au nord de Damas. Pendant sa convalescence, puis pendant plusieurs mois, il explore et fouille les grottes creusées dans les falaises de le ouadi (vallée) de Skifta, près de la petite ville de Yabrud. Il y découvre, avec l'aide de son ami et de quelques terrassiers locaux, un des plus importants gisements paléolithiques du Moyen-Orient. L'histoire pleine d'aventures de cette découverte et les résultats de ses fouilles à Yabrud sont exposés par Rust entre les années 1931 et 1933 dans Offa, la revue d'archéologie dirigée par Gustav Schwantes (mentor de Rust) et Herbert Jankuhn.

## Maturité

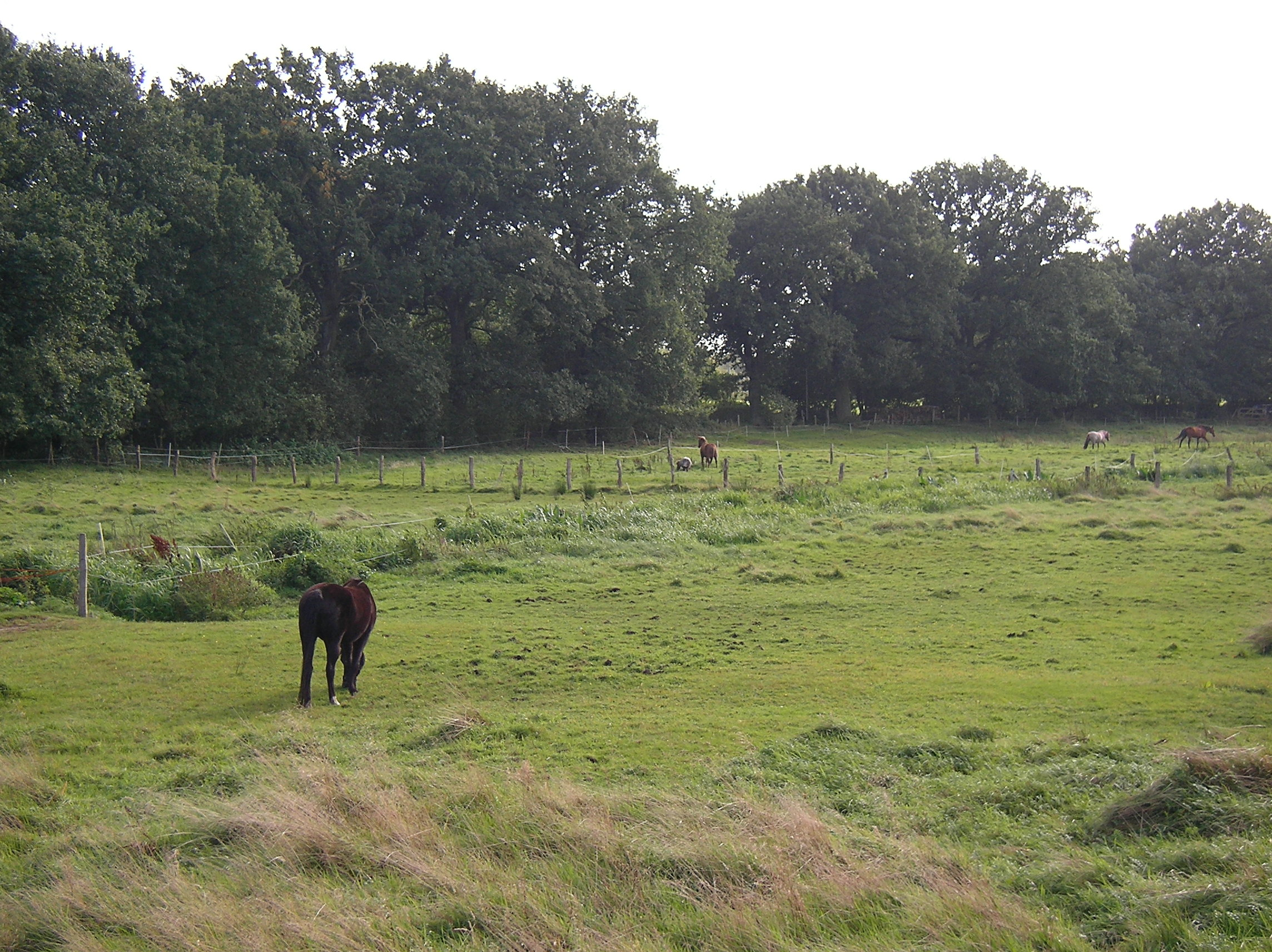
Les grasses prairies de Meiendorf (Schleswig-Holstein), où Rust commence à fouiller en 1930. Noter les rigoles drainant l'eau vers un puisard, et la végétation de marécage (typhas).

Après son retour en Allemagne, Rust, qui travaille dans une firme d'électricité et poursuit en amateur sa vocation d'archéologue, est encouragé par le préhistorien Gustav Schwantes, qui a été, lui aussi, un autodidacte dans sa jeunesse. Doté d'esprit de méthode et d'innovation, acharné au travail, Rust utilise des méthodes inédites (carottage des sols, fouilles en zones inondables avec évacuation de l'eau par pompes), et prospecte les couches de tourbe autour des poches de glace morte laissées par la fusion de l’inlandsis dans la vallée-tunnel sous-glaciaire (en allemand  Tunneltal) qui forme actuellement la vallée de Ahrensburg-Meiendorfer, près de Hambourg (dans le district de Stormarn, État de Schleswig-Holstein).
Dans les années 1930, Rust découvre les restes de campements paléolithiques (tentes, foyers, reliefs de dépeçage et de repas, etc.) en particulier à Meiendorf, site où il individualise la culture de Hambourg. 

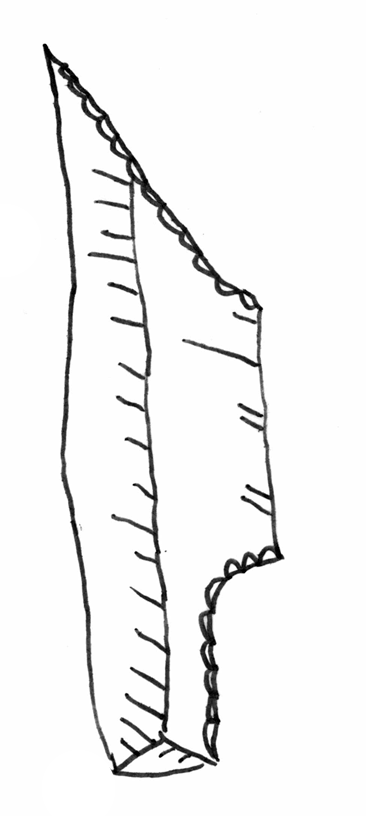
Une Kerbspitze (= « pointe entaillée » en allemand) de silex, à un épaulement, typique de la culture Hamburgienne (dessin de Micke)

Rust démontre (ce qui était nié à l'époque) que des groupes de chasseurs-cueilleurs fréquentaient la toundra qui s'étendait au pied des immenses glaciers qui recouvraient le nord de l'Europe à l'époque glaciaire. Il découvre de très nombreux outils de silex (perçoirs, grattoirs, burins pour le travail de l'os et du bois de renne, paires de lames zinken destinées à être montées sur des ciseaux) et des armes en pierre taillée, en bois ou en os (harpons), en bois de renne. Il découvre aussi des ossements d'animaux sacrifiés, en particulier une trentaine de rennes amoncelés, intacts à part une grosse pierre qui est placée intentionnellement dans le thorax de chacun des animaux. Parmi ses autres découvertes notables : une plaque d'ambre percée d'un trou et gravée de silhouettes (cheval, oiseau, poisson), un bâton finement gravé et incisé, et un bâton de commandement décoré d'une paire de grands andouillers de renne.
Rust, grâce à ses découvertes sur le champ de fouilles de Meiendorf, démontre que des chasseurs de rennes appartenant à la culture de Hambourg de la fin du paléolithique avaient chassé dans cette région, il y a environ 15 000 ans. Lors d'une période climatique plus chaude, il y a environ 13 400 ans, des chasseurs appartenant à la culture Callenhard-Magdalénienne vécurent aussi au pied des glaciers; pendant une nouvelle période froide, il y a 12 700 ans, sont apparus les chasseurs de rennes de la culture d'Ahrensburg.

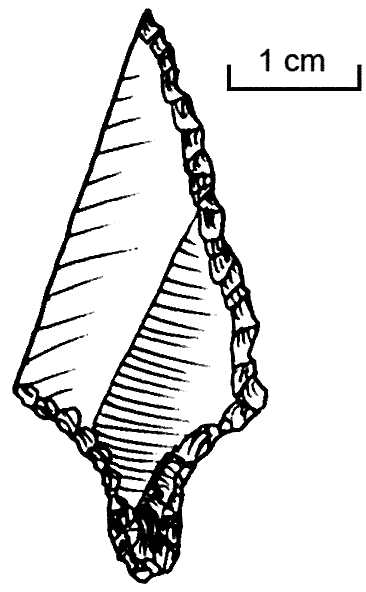
Pointe de flèche de la culture d'Ahrensburg (dessin de Micke). Noter la petite taille, la minutie du travail, l'épaulement de la base et le pédoncule (Stiel en allemand; tang en anglais) qui permet une solide fixation à la hampe.

À Stellmoor (« endroit marécageux » en allemand), site représentatif de la culture d'Ahrensburg, Rust met en évidence, en étudiant les armes et leurs traces sur les os du gibier (perforations de l'omoplate en particulier), que l'armement et le mode de chasse ont évolué : de la sagaie à grosse pointe, lancée grâce à un propulseur - à la flèche à petite pointe acérée. Les flèches présentaient des particularités montrant l'intelligence et l'habileté des archers. La flèche de pin refendu portait un point de rupture aménagé : un aboutage par "ente en sifflet" (renforcée par une surliure en tendon) entre la hampe de 70 cm de long environ et la partie distale longue de 20 cm environ, ce qui facilitait la réparation du projectile dans une région pauvre en arbres et où le bouleau blanc et le sureau fournissaient des bois trop tendres. Rust déduit qu'à ces différents types d'armes correspond une technique de chasse (ainsi qu'une organisation sociale et une taille lithique) différentes : la sagaie, puissante mais imprécise (utilisée lors de massacres de gros troupeaux de rennes acculés par de nombreux rabatteurs) cédant la place à l'arc et aux flèches utilisées dans la chasse à l'approche. L'approche du gibier par un petit nombre de chasseurs, au contraire de la battue, permet le prélèvement orienté d'un gibier probablement raréfié par une chasse excessive et les changements climatiques.

## À l'époque duNational-socialisme
Rust est nommé docteur honoris causa de l'université de Kiel le 1er juin 1940. Comme le dit B.E. Roveland « Les recherches [des archéologues allemands sur les sites d'Allemagne du Nord] étaient suivies avec passion par un public fasciné et, dans le contexte socio-politique et économique particulier de l'entre-deux-guerres en Allemagne, elles provoquaient un puissant mouvement d'orgueil régional et national. »
Rust doit céder aux instances de Wolfram Sievers (directeur de l'organisation SS Ahnenerbe) et il intègre l’« Institut du patrimoine ancestral », ce qui lui permet d'échapper à la conscription.

## Après laSeconde Guerre mondiale
Rust devient membre du bureau d'étude pour la Préhistoire (Landesamt für Vor- und Frühgeschichte) et travaille entre autres sur l'outillage du Paléolithique. Il collabore par ailleurs avec l'archéologue Gustav Steffens lors d'une campagne de fouilles menée sur le Stufe (degré, escarpement) d'Altona, près de Wittenberg, et les œuvres d'art primordial (« datées du Clactonien par la technique des outils, et de la Treene par la stratigraphie géologique ») qu'ils y trouvent frappent par leur beauté.
Plusieurs des conclusions scientifiques de Rust sont combattues dès les années 1950 : ainsi la terminologie scientifique que Rust a élaborée et qu'il publie en 1950 est délaissée au profit de celle établie par une archéologue britannique, Dorothy Garrod, qui, continuant sa prospection en Terre Sainte où elle a individualisé en 1928 la Civilisation natoufienne, a fouillé un site (le Mugharet-el-Emireh) en Basse-Galilée. Des archéologues français, F. Bordes et D. de Sonneville-Bordes, fouillent aussi le site de Yabrud dans les années 1954-55.
Cependant dans les années 1990, l'originalité des travaux de Rust en Syrie est reconnue, en particulier sa découverte « d'industries lithiques inconnues auparavant, telles le Yabroudien et le pré-Aurignacien.
Et dans les mêmes années 1990, une mission de fouilles émanant de l'université Columbia travaille aussi, avec de gros moyens, sur le site de Yabrud et dans ses conclusions rendent justice à la vision de Rust, en particulier à l'individualisation de 45 strates de cultures différentes qu'il avait avancée.
Pour sa participation à l'Ahnenerbe, Rust subit des critiques dans ses dernières années.

## Honneurs

Rust est fait Docteur Honoris Causa en 1940 par l'université de Kiel. En 1965, la ville d'Ahrensburg le fait citoyen d'honneur. Le bâton de commandement décoré d'un massacre de renne découvert par Rust figure dans les armoiries de la ville, sous la représentation du château.
La Alfred-Rust-Wanderweg (« Promenade Alfred Rust »), partant de la gare d'Ahrensburg-Est et aboutissant à Gute Stellen (« Bonlieu »), est inaugurée en 2005.
Une salle de congrès-spectacles-exposition, sise Wulfdorfer Weg 71, 22926 Ahrensburg, est baptisée « Alfred Rust Saal ».

## Publications (extraits)
- (de) Werkzeuge des Frühmenschen in Europa, Neumünster 1971
- [1950] (de) Die Höhlenfunde von Jabrud (Syrien), Neumünster, ed. K. Wachholtz, coll. « Offa-Bücher » (no 8) (présentation en ligne).
- (de) Das altsteinzeitliche Rentierjägerlager Meiendorf, Neumünster 1937
- (de) Die alt- und mittelsteinzeitlichen Funde von Stellmoor, Neumünster 1943

## Sources
- (de) Cet article est partiellement ou en totalité issu de l’article de Wikipédia en allemand intitulé « Alfred Rust » (voir la liste des auteurs).
- Film documentaire Das Geheimnis der Eiszeitjäger ("Les Secrets des chasseurs de l'âge de glace"), de Gisela Graichen, Kay Sierig, & Saskia Weisheit (All., 2009), diffusé sur TV-Arte le Samedi 22 août 2009.